# Zona di frattura di Jan Mayen

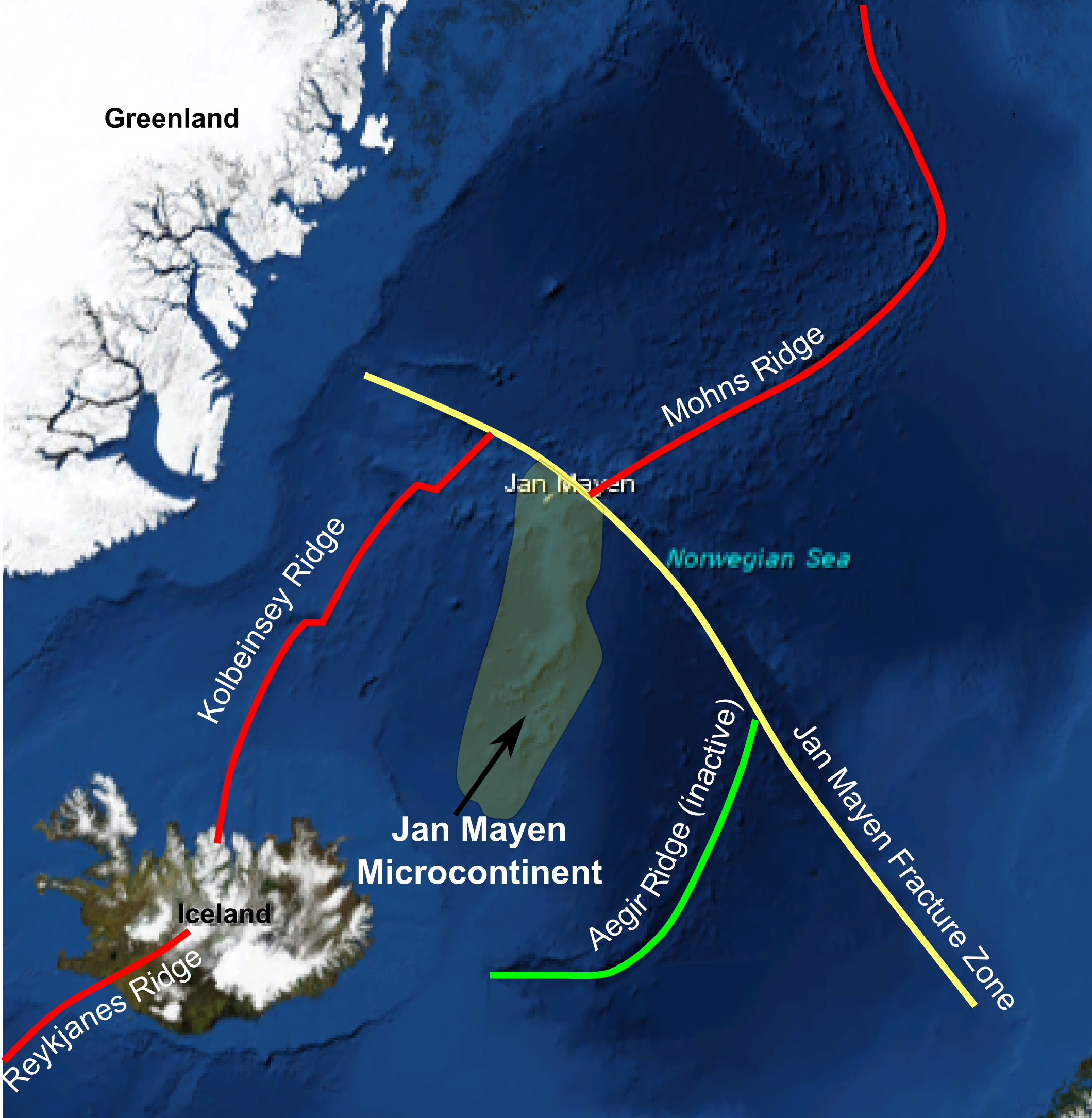
Carta delle dorsali a nord est dell'Islanda, con la zona di frattura di Jan Mayen in giallo

La zona di frattura di Jan Mayen è una zona deformata della dorsale Mohns, parte della dorsale medio atlantica, formata da faglie trasformi e situata tra l'Oceano Atlantico settentrionale e il Mare Glaciale Artico meridionale.
Questa zona di frattura della crosta terrestre marca il limite tra la dorsale Kolbeinsey a sud e la dorsale Mohns a nord e passa in prossimità delle coste dell'isola di Jan Mayen.